# Confederación Empresarial de la Provincia de Almería
La Confederación Empresarial de la Provincia de Almería, ASEMPAL, es la Organización Empresarial que integra a las empresas y organizaciones empresariales de todos los sectores económicos y territorios de la provincia de Almería, España.
ASEMPAL se constituyó en enero de 1977y entre sus objetivos se encuentran defender los intereses empresariales de sus miembros, impulsar el desarrollo económico de la provincia y ofrecer servicios a las empresas almerienses. 	
Es miembro fundador de CEOE, CEPYME y CEA y como representante institucional de los empresarios almerienses, participa en todos los órganos de decisión en los que los intereses generales de los empresarios están en juego.
Su sede central está ubicada en la ciudad de Almería, así como el centro de Sectores y Formación y cuenta con Centros de Servicios Empresariales,Cels,en los principales municipios de la provincia, a través de la Red Csea.
En la actualidad 115 asociaciones sectoriales y territoriales son miembros de Asempal.

## Presidente
José Cano García (2012-2024  )
Cecilio Peregrin Gonzalez (2024-)